# Kurosu Takeshi
Kurosu Takeshi (黒須 隆 Kurosu Takashi, sinh ngày 18 tháng 9, 1968 tại Saitama) là một bắt bóng bóng chày người Nhật Bản dành được huy chương bạc tại Thế vận hội Mùa hè 1996.